# Viničky
Viničky (Hongaars: Szőlőske) is een Slowaakse gemeente in de regio Košice, en maakt deel uit van het district Trebišov.
Viničky telt 528 inwoners.
De gemeente ligt in het wijngebied Tokaj Hegyalja. 

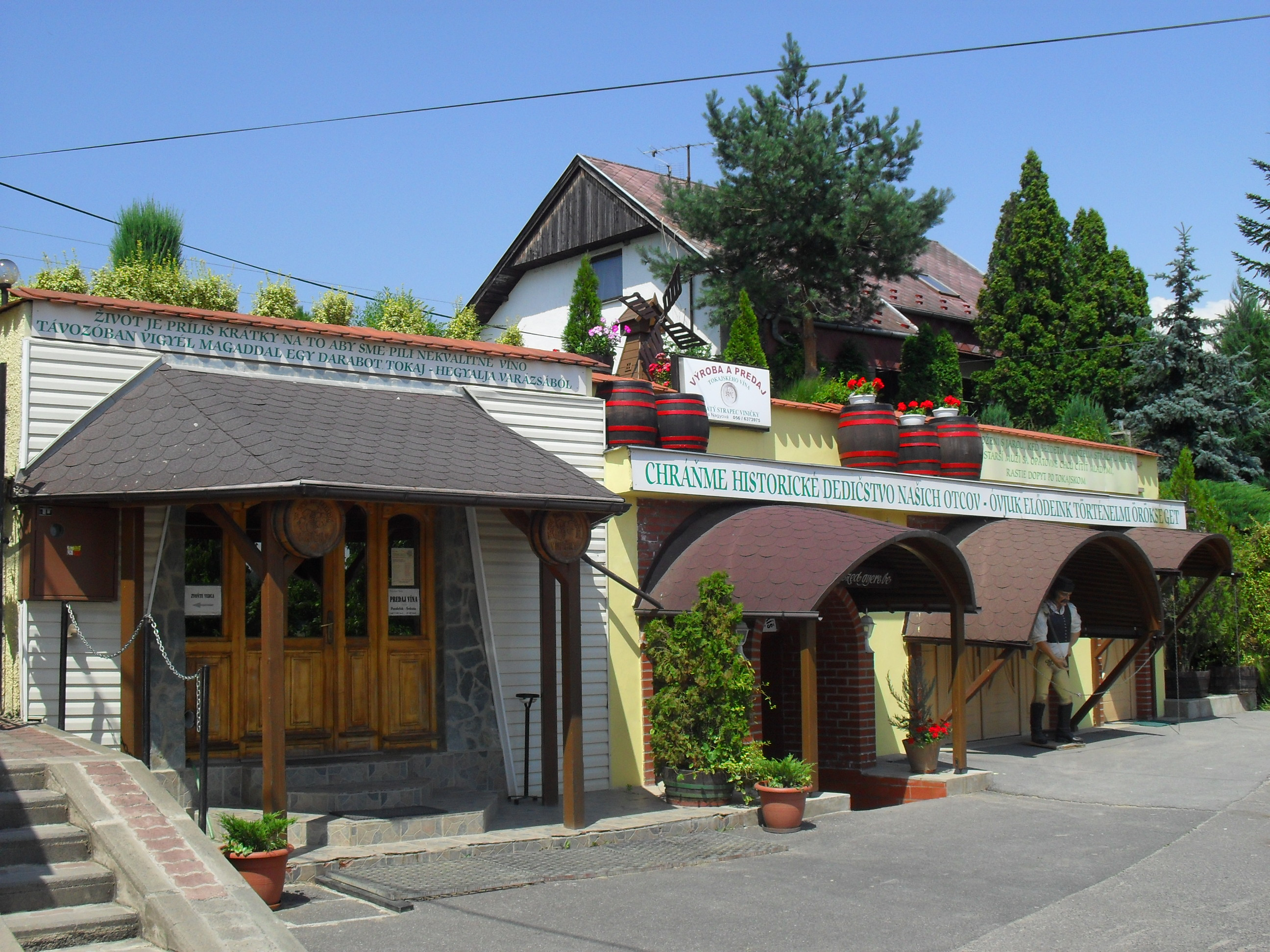

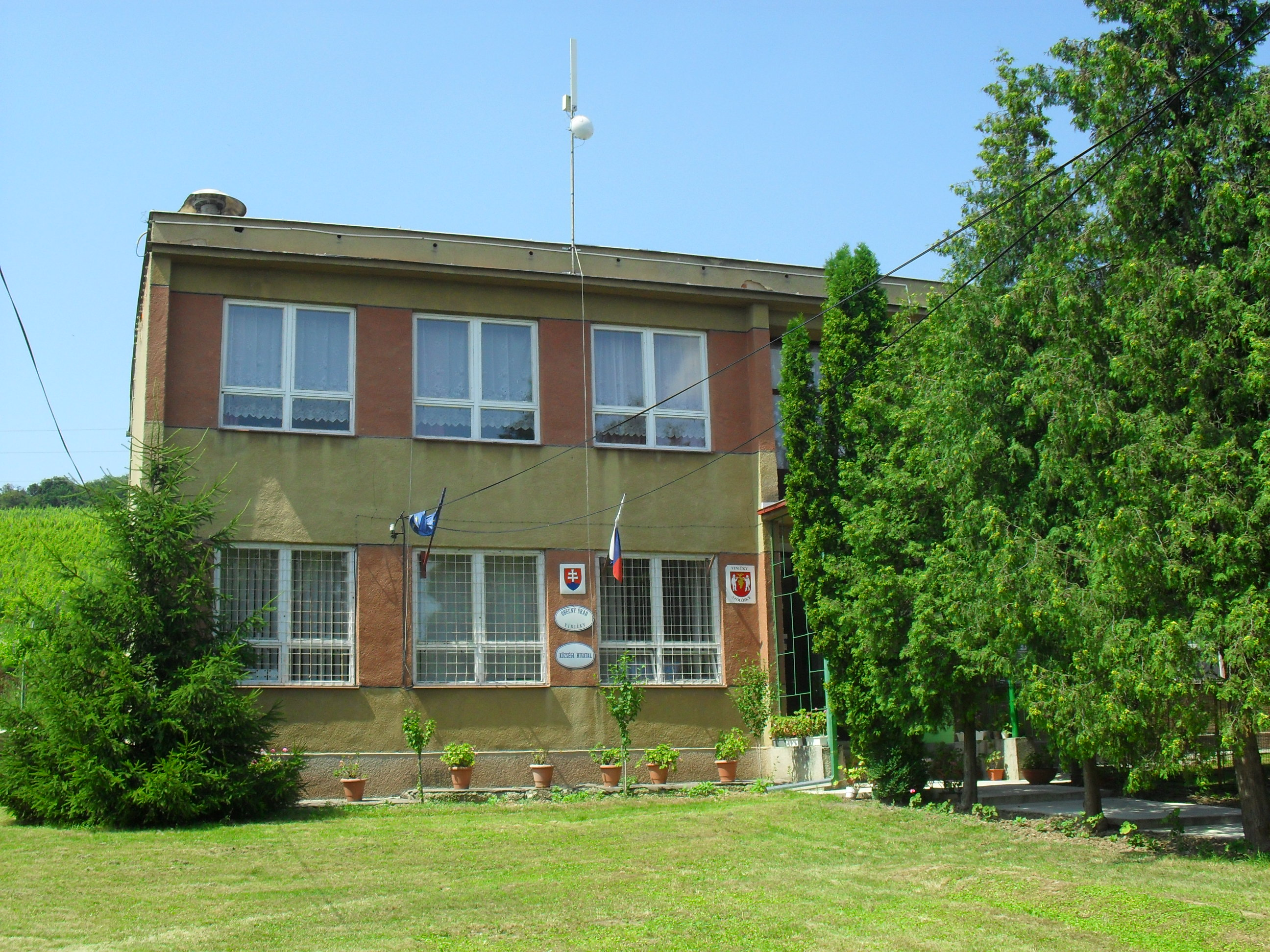